# 윌 호네프
윌 호네프(Wil Horneff, 1979년 6월 12일 ~ )는 미국의 배우, 비행사이다.
엥글우드에서 태어났다.

## 출연 작품

### 영화
- 해커스 (1993)
- 리틀 야구왕 (1993)
- 나를 사랑한 고릴라 (1995, Born to Be Wild)
- Alchemy (2005)
- The Roost (2005)
- Dead Tone (2007)
- A Dance for Bethany (2007)
- The Longest Swim (2014)

### 텔레비전
- 로앤오더: 범죄 전담반 (1993, 2002)
- 샤이닝 (1997)